# Capricorne (astrologie)
Pour les articles homonymes, voir Capricorne.
Le signe astrologique du Capricorne, de symbole ♑︎, est lié aux personnes nées entre le 22 décembre et le 20 janvier en astrologie tropicale. Il correspond pour celle-ci à un angle compris entre 270 et 300 degrés comptés sur l'écliptique (le cercle des signes du zodiaque) à partir du point vernal. Il est associé à la constellation du même nom en astrologie sidérale.

## Origine, mythologie
« Capricornus » est un mot latin qui signifie « corne de bouc ».
Les Mésopotamiens voient dans la constellation du Capricorne un poisson-chèvre nommé Sukhurmashu, symbole du dieu Enki (« Ea » en akkadien).
Connue des anciens Égyptiens, c'est l'une des 48 constellations identifiées par Claude Ptolémée dans son Almageste.
Pour les Grecs, quand la divinité malfaisante Typhon attaque l'Olympe, les dieux s'enfuient en se transformant en animaux. Le dieu Dionysos (ou Pan selon une autre version) se serait alors métamorphosé en créature mi-bouc mi-poisson.
Les Capricornes sont associés à la déesse Perséphone, épouse d'Hadès, fille de Zeus et Démeter, déesse de l'agriculture. 

## Astrologie
Le Capricorne est un signe cardinal lié à l'élément classique de terre, principe de sens concret qu'il partage avec le Taureau et la Vierge.
Sa planète maîtresse est Saturne.
Dans son Tetrabiblos, Claude Ptolémée rejette les décans, dont les maîtres nous sont toutefois connus par Teukros (Ier siècle apr. J.-C.) : le 1er décan du Capricorne est gouverné par Saturne et Jupiter, le 2e par Mars et le 3e par le Soleil.
Son signe opposé et complémentaire est le Cancer.
Pour Ève Saint-Gall, le Capricorne « renonce pour mieux (se) maîtriser ».
Selon Yves Haumont, ses meilleurs atouts sont la discipline et la patience.
C'est un être de structure et de force intérieure, assez introverti et ami fidèle.
Ce signe inaugure le solstice d’hiver qui, pour l'hémisphère nord, est la nuit la plus longue de l'année. C'est une période d'arrêt nécessaire, de repos, de recueillement et de méditation. Le solstice est le moment à partir duquel le Soleil (« invaincu » par les ténèbres) va reprendre son ascension et les jours rallonger. Les platoniciens ont placé à cette période « la porte des dieux » : une ouverture permettant la remontée des âmes désincarnées vers le principe créateur.
Le jour du Capricorne est le samedi, lié à la planète Saturne. Sa couleur est le noir. Ses parties du corps sont les os, le squelette, la colonne vertébrale, les dents et les genoux.

## Illustrations

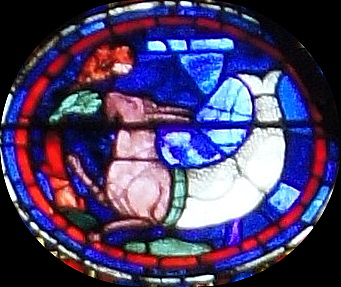
Vitrail sud de la cathédrale de Chartres.
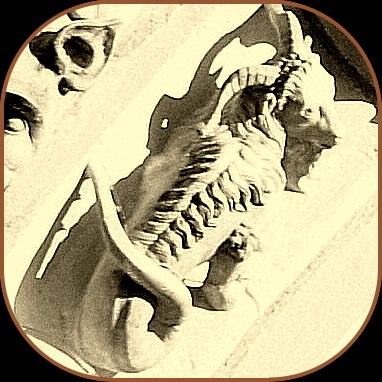
Portail nord de la cathédrale de Chartres.
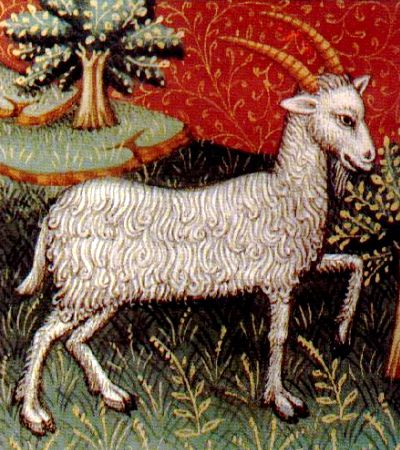
Dessin datant du XVe siècle.
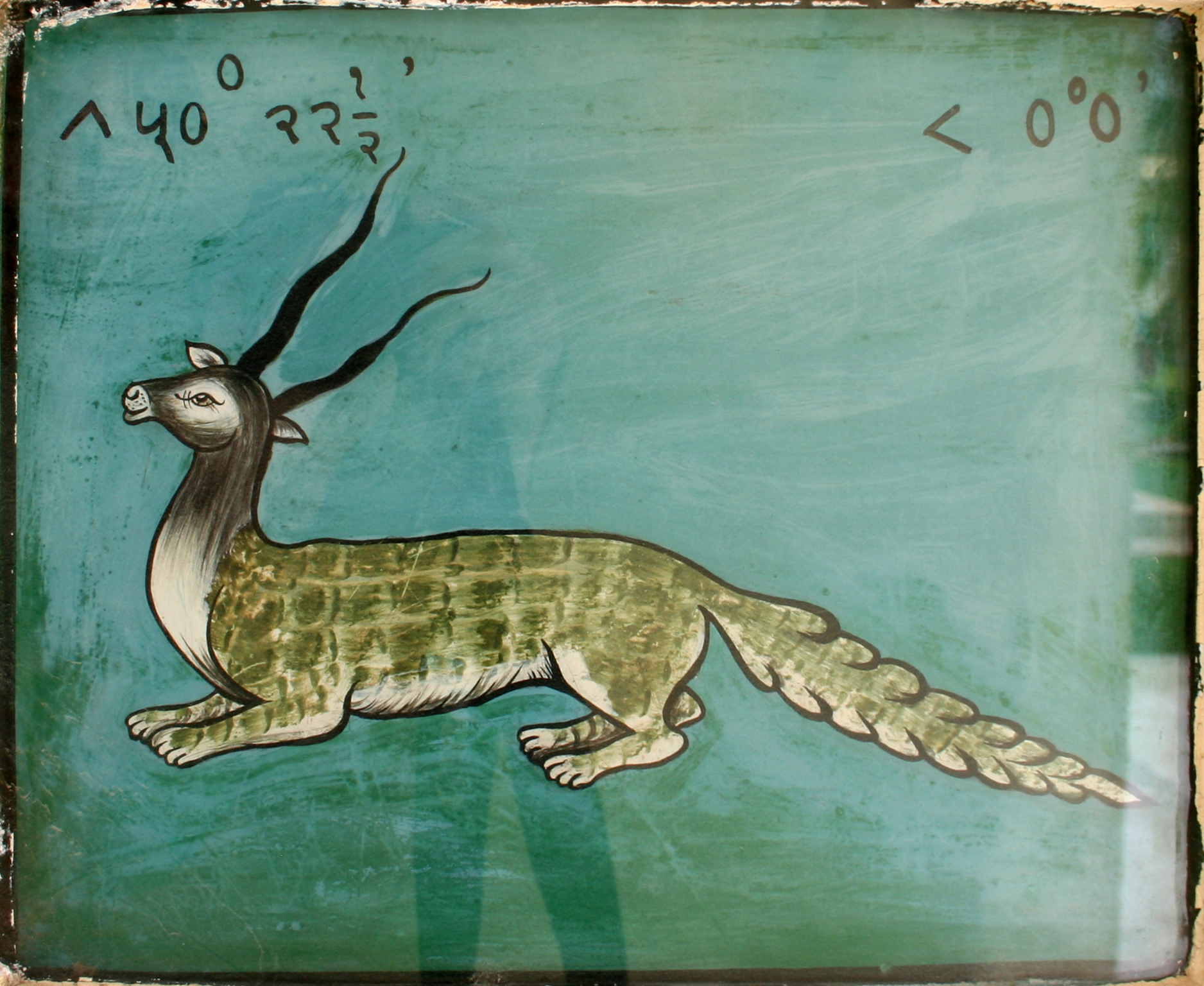
Signe du Capricorne, Yantra Mandir, Jaipur, Inde, XVIIIe siècle.
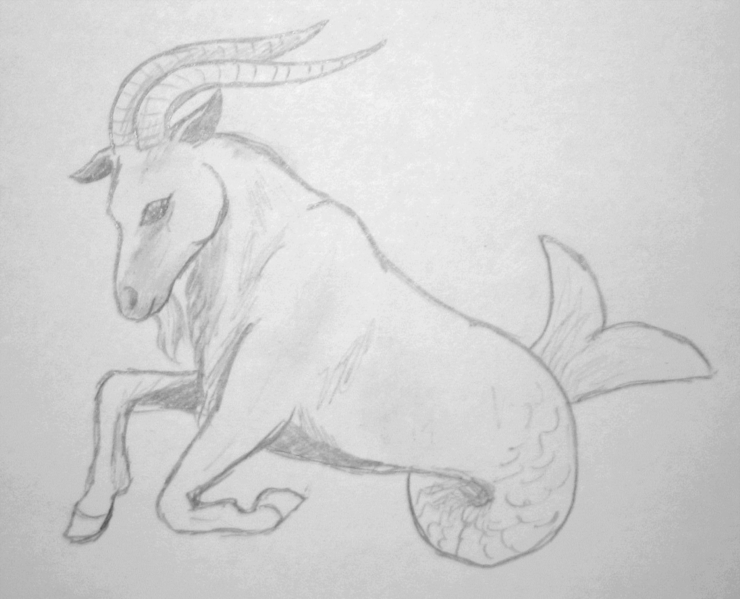
Le Capricorne.